# 英子女王 (徳川斉明正室)
英子女王（ひでこじょおう、1808年7月12日（文化5年6月19日） - 1857年5月19日（安政4年4月26日））は、江戸時代後期の女性。清水徳川家4当主・徳川斉明の正室。幼称は教宮（みちのみや）。院号は恭真院。

## 生涯
伏見宮貞敬親王の第4王女として生まれる。文化14年（1817年）9月27日、9歳のときに清水徳川家4代当主・徳川斉明と婚約する。
文政4年（1821年）9月19日、清水館に入る。文政6年（1823年）2月13日に婚姻した。文政10年（1827年）6月10日、斉明の死去に伴い、落飾し、恭真院と号する。
安政4年（1857年）4月26日、死去。享年50。